# Heterischnus filiformis
Heterischnus filiformis är en stekelart som först beskrevs av Johann Ludwig Christian Gravenhorst 1829.  Heterischnus filiformis ingår i släktet Heterischnus och familjen brokparasitsteklar. Inga underarter finns listade i Catalogue of Life.